# Radvision
Radvision Ltd. fue una compañía que cotizaba en la bolsa de valores NASDAQ bajo el símbolo RVSN, ofrecía productos y tecnologías para videoconferencia, telefonía por vídeo, y desarrollo de servicios convergentes de voz, vídeo y datos sobre redes IP y 3G. Radvision soportaba SIP y H.323, así como RDSI y 3G inalámbrica. Avaya adquirió Radvision en junio de 2012. Spirent Communications adquirió la Unidad de Negocio Tecnológico de Radvision de Avaya en julio de 2014, para convertirse en una unidad de negocios de Spirent. En julio de 2017, dicha unidad se convirtió en una empresa privada llamada Softil Ltd.

## Historia
- Fundada en 1992

- En 1993, RADVISION desarrolla una tecnología que permite la transferencia en tiempo real de videoIP sobre redes IP.

- En 1994, RADVISION introduce puertas de enlace de vídeo entre redes de IP y RDSI.

- A partir de 1995, y en colaboración con Intel y Microsoft, RADVISION inicia las actividades de estandarización de los sistemas de comunicaciones VoIP.[4]

- En 1996, RADVISION introduce su familia de soluciones de videoconferencia viaIP.

- En 1998, RADVISION introduce un sistema de portero (ECS)

- En 2001, RADVISION agrega soporte completo de SIP para su línea de productos.

- En 2002, RADVISION termina la implementación de sistemas de telefonía de vídeo en las principales redes de proveedores de servicios.[5]

- En 2003, RADVISION implementa soluciones de colaboración de video en aplicaciones de MSN Messenger[6]

- En 2006, RADVISION adopta la tecnología IMS.

## Productos
Los productos de RADVISION se dividen en las siguientes categorías:
- Videoconferencia de alta definición:

Sistemas de conferencia para salas
Video comunicación para escritorio
Video para comunicaciones unificadas
Comunicaciones móviles
- Gestión de vídeo

ECS Gatekeeper
iView SCOPIA Management Suite
- Infraestructura de Vídeo

Unidades de conferencia para varios participantes (MCU)
SCOPIA PathFinder firewall Traversal
Gateways de Comunicaciones de Conectividad
Plataformas de vídeo interactivo
- Productos para desarrolladores

Soluciones de Cliente BEEHD
Herramientas para desarrolladores de VoIP
Plataforma de servidor SIP
Pruebas y herramientas de análisis
Calidad de vídeo

## Certificaciones
- ISO 9001 : A partir del 10 de noviembre de 1999, RADVISION tiene la certificación ISO 9001 otorgada por BVQI. La norma ISO 9001 incluye diseño, fabricación, servicio y soporte de los productos RADVISION en todo el mundo.[7]
- ISO 14001: A partir del 11 de mayo de 2004, RADVISION tiene la certificación ISO 14001 otorgada por BVQI. ISO 14001 es parte del sistema de administración de calidad sobre la norma ISO 9001.[8]